# KLS Ugglarps
KLS Ugglarps AB er en svensk kødproducent og et datterselskab til Danish Crown. De har hovedkvarter i Lund med fire afdelinger i Sverige. KLS har ca. 1.750 ansatte og omsætter for ca. 9 mia. svenske kroner. Virksomheden er primært specialiseret i svinekød og oksekød.